# Skarvs skärgård

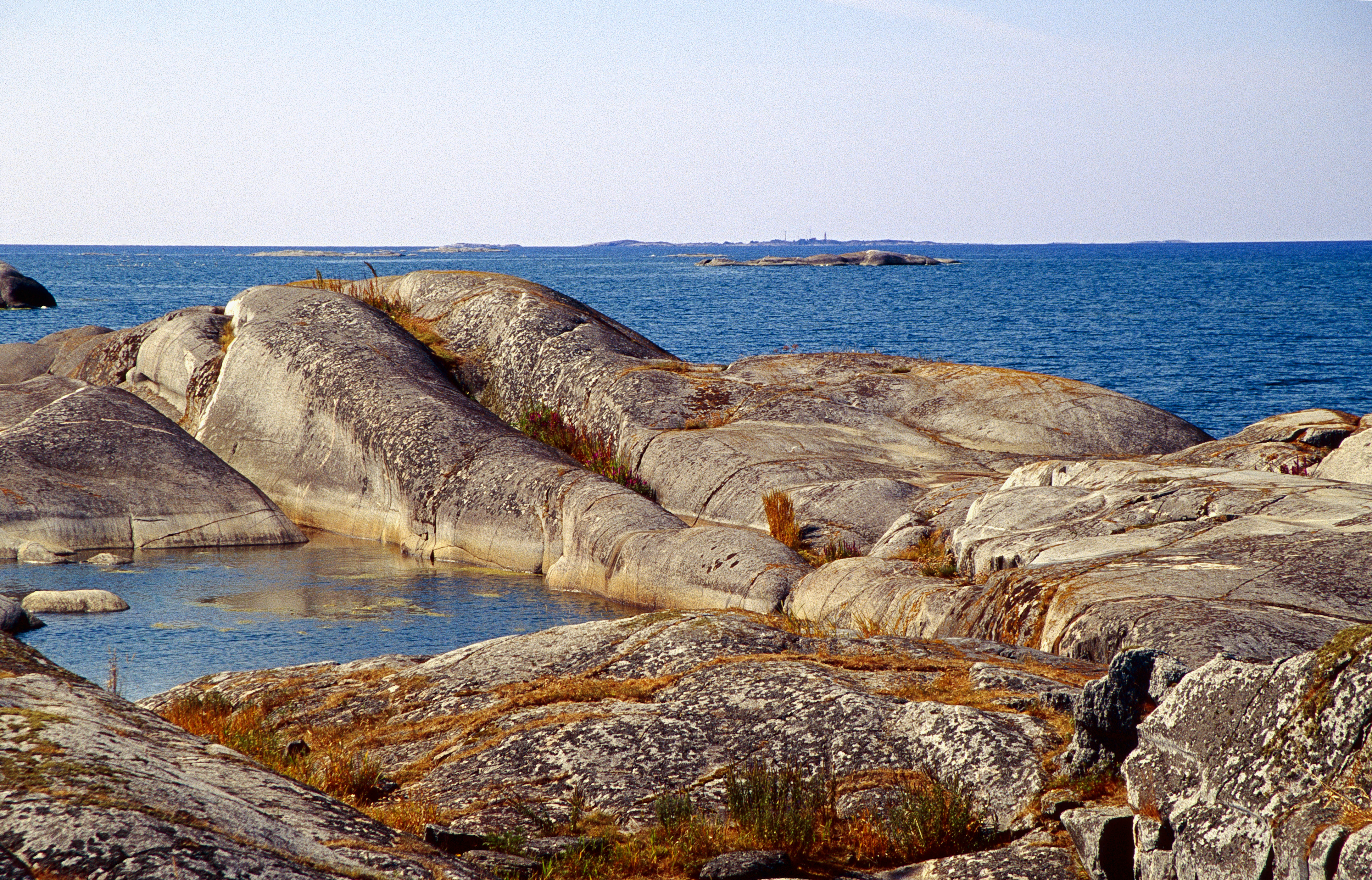
Den så kallade Skarvfrun på Skarv Bodskär, sommaren 1999.

Skarvs skärgård eller bara Skarv är en ögrupp längst ut i Stockholms skärgård, ca 6 sjömil norr om Svenska Högarna.

## Historia
1558 blev Skarv ett kronohamnsfiske med en tillsatt hamnfogde. Själva hamnen låg på Bodskäret och där det idag bara finns några meterbreda skrevor med vatten fanns det då en 40 meter bred hamnvik. Efter att kronohamnsfisket betydelse minskat såldes Skarv 1854 till Johan Sjöblom från Norröra som i sin tur sålde ut andelar till andra skärgårdsbor från Norröra och Svartlöga som byggde fiskebodar här. Idag finns här inga bodar längre, den sista brann ner 1945, men stengrunderna finns fortfarande kvar.

## Natur
Skarv är en typisk utskärgård; Här finns inga träd eller buskar utan öarna består av kala granithällar där mossa, gräs och blommor växer i klippskrevorna. Den lilla jordmån som finns är dock mycket näringsrik tack vare att den gödslas av fågelspillning.

## I literaturen
Skräckförfattaren Anders Fager har förlagt ett antal berättelser till Skarvs skärgård.